# Tramwaje w Niżniekamsku
Tramwaje w Niżniekamsku − system komunikacji tramwajowej działający w rosyjskim mieście Niżniekamsk.

## Historia
Tramwaje w Niżniekamsku uruchomiono 23 lutego 1967, a budowę zajezdni na 50 wagonów rozpoczęto już w 1963. Tramwaje uruchomiono jako elektryczne i szerokotorowe (1524 mm). W 1968 otwarto linię Депо – Телецентр o długości 7 km. W 1975 otwarto linię z Телецентр – Красный Ключ (Krasnyj Klucz) o długości 11 km. W kolejnych latach uruchomiono odcinki:
- 1978 linia do ИП-4 (IP-4)
- 1983 linia do Шинного завода № 2
- 1987 linia z ИП-4 (IP-4) do ТЭЦ-2 (TEC-2), długość 7,5 km

Najnowszą wybudowaną trasą jest linia do pętli улицы Лесной (ulica Lesnaja) o długości 4,8 km. W planach jest budowa 3,9 km linii w ulicach: Строителей (0,8 km) i prospekcie Мира (Mira) do ul. Южной (3,1 km). 

## Linie tramwajowe
Obecnie w Niżniekamsku jest 8 linii tramwajowych:
- 1: ul. Lesnaja - TEC-1
- 2: Krasnyj Klucz - Depo
- 3: ul. Lesnaja - NSzZ
- 4: ul. Lesnaja - IP-4
- 5: ul. Lesnaja - TEC-2
- 6: ul. Lesnaja - Depo
- 7: ul. Lesnaja - BSI
- 8: Krsnyj Klucz - BSI

Niektóre kursy linii nr 3 są oznaczone jako 3K (K- kommierczeskij), w której nie obowiązują żadne ulgi ustawowe.

## Tabor
Pierwsze wagony jakie dotarły do Niżniekamska to 20 sztuk RVZ-6M. Do 1970 otrzymano jeszcze 19 tramwajów RVZ-6M. Następnymi tramwajami były tramwaje KTM-5, pierwsze 14 sztuk dotarło do miasta w 1975. Kolejne 40 wagonów KTM-5 dostarczono w latach 1979−1981. W 1998 otrzymano dwa nowe wagony typu KTM-8KM. Najnowszym nabytkiem Niżniekamska jest częściowo niskopodłogowy tramwaj typu KTM-23 dostarczony w 2010. Obecnie w Niżniekamsku jest eksploatowanych 79 tramwajów:
| typ      | sztuk |
| -------- | ----- |
| KTM-5    | 60    |
| KTM-5A   | 1     |
| KTM-8KM  | 8     |
| KTM-19K  | 2     |
| KTM-19KT | 6     |
| KTM-23   | 2     |

Oprócz wagonów liniowych są jeszcze 4 tramwaje techniczne, wszystkie typu KTM-5. Niektóre tramwaje kursują w składach dwu wagonowych.